# Alexander Ač
Alexander Ač (* 4. listopadu 1980, Jablonec nad Nisou) je český vědec, zabývající se mj. ekologickou fyziologií rostlin a současnými globálními změnami klimatu.

## Život
Vystudoval obor environmentálni ekologie na univerzitě Pavla Jozefa Šafárika v Košicích. Doktorát obhájil v roce 2011 na Jihočeské univerzitě v Českých Budějovicích a Ústavu výzkumu globální změny AV ČR, kde nadále pracuje. Hostoval na univerzitách v Antverpách a ve Freiburgu.
Od roku 2013 je členem Vědeckého klimatického fóra a od roku 2014 předsedou Národního komitétu Mezinárodního programu geosféra-biosféra. Je také členem Stínové uhelné komise, neoficiálního paralelního orgánu k vládní Uhelné komisi, která se skládá převážně z politiků a ne vědců.
Jeho odborným zaměřením je ekologická fyziologie rostlin, globální změna klimatu, zobrazovací a nezobrazovací fluorimetrie, zobrazovací a nezobrazovací spektroskopie a využití rychle rostoucích dřevin v energetice.